# Нижанковский, Нестор Остапович
Нестор Остапович Нижанковский (укр. Не́стор Оста́пович Нижанкі́вський (31 августа 1893 года, Бережаны, Галиция, Австро-Венгрия — 10 апреля 1940 года, Лодзь, Третий рейх) — украинский композитор, пианист и музыкальный критик. Доктор философии. Сын композитора Остапа Нижанковского.

## Биография
Обучался по курсу фортепиано и композиции в Высшем музыкальном институте Львова (ныне Львовская национальная музыкальная академия имени Николая Лысенко) и Венской академии музыки и исполнительского искусства.
Участник Первой мировой войны. Попал в русский плен, откуда вернулся в 1918 году. В 1926 году окончил Школу высшего мастерства в Пражской консерватории под руководством Витезслава Новака.
С 1929 года — преподаватель музыкально-теоретических дисциплин в Львовской консерватории.
Выступал в качестве пианиста, аккомпаниатора и музыкального критика. Автор музыки к комедии «Кирка з Льолею» Ю. Косача (1938), хоров («Піскар», 1912; «Наймит» 1933; «Був май», «Галочка» на слова М. Обидного), марша «За мир» (слова В. Сосюры), романсов на тексты И. Франко, И. Манжуры, У. Кравченко, О. Олеся; эстрадных песен; фортепианных сочинений («Імпровізація на українську тему», 1923; «Маленька сюїта», 1929; «Коломийка», «Інтермеццо»); обработок народных песен.
Умер и похоронен в Лодзи.